# Nepokoje v Abcházii (2020)
Nepokoje v Abcházii vypukly v lednu 2020 na území částečně uznané republiky Abcházie, jako následek politické krize a sporů ohledně výsledku prezidentských voleb, jež se konaly v létě 2019. Spory ve dnech 9. až 11. ledna 2020 v Suchumi přerostly v masové protesty, jež nakonec přiměly prezidenta Raula Chadžimbu rezignovat.

## Pozadí sporu
Dne 8. září 2019 vyhrál dosavadní abchazský prezident Raul Chadžimba volby, když získal ve druhém kole 47,39 %, hlasů, zatímco jeho rival z opoziční strany Amcachara Alchas Kvicinija 46,17 % hlasů. Protože Chadžimba nezískal nadpoloviční většinu hlasů a hlasy proti oběma kandidátům a neplatné hlasy daly dohromady více než 6 %, odmítli představitelé opozice výsledek voleb uznat, neboť nevyhrál v souladu s Ústavou. Raul Chadžimba s Kvicinijou si byli vědomi případné rozdělení společnosti, a tak den před konáním druhého kola voleb podepsali ve snaze předejít nepokojům dohodu o uznání vítězství kandidáta, i kdyby potřebnou nadpoloviční většinu nezískal.
Na podzim toho roku opozice odmítla i tuto dohodu a Alchas Kvicinija podal nakonec proti výsledkům voleb protest k Nejvyššímu soudu Abcházie. Hlavní námitkou bylo nezapočítání oněch více než 6 % hlasujících proti všem kandidátům nebo hlasujících neplatně do celkového výsledku voleb, kteří nakonec nejvíce ovlivnili výsledek. Opozice argumentovala, že oba kandidáti tedy se ziskem 47,39 % respektive 46,17 % získali více hlasů „proti“ než „pro“, tím pádem výsledkem voleb mělo být, že nebyl zvolen žádný kandidát, a tak se volby měly zopakovat. Chadžimba byl mezitím inaugurován do svého druhého funkčního období a sestavil vládu, jejímž členem byl i Garri Aršba coby ministr vnitra, kterého byl ale brzy poté již v prosinci nucen pod nátlakem opozice odvolat. Chadžimba dle oficiálního vyjádření nebyl spokojen s výsledky vyšetřování závažných kriminálních činů z listopadu toho roku, Aršbu odvolal a navrhl parlamentu i odvolání generálního prokurátora Zuraba Ačby. Tyto kriminální činy sehrály důležitou roli v dalším vývoji této politické krize.

### Přestřelka v restauraci San Remo
Dne 22. listopadu 2019 totiž došlo k hromadné přestřelce v suchumské restauraci San Remo, kterou zahájili údajný Chadžimbův agent Dato Achalaja a další minimálně tři maskovaní lidé. Výsledkem střelby byli dva mrtví vorové v zakoně Astamur (Astík Gudautský) Šamba a Alchas (Chasik) Avidzba, dále byla zabita i 22letá servírka Dominika Akirtavová a další dva lidé byli zraněni. Toto krveprolití a hlavně prezentovaná účast Chadžimbových lidí na této události rozhněvaly abchazskou veřejnost i opozici a výsledkem byly výše zmíněná odvolání z funkcí ministra vnitra a generálního prokurátora. Přestřelka, v níž zahynuli dva příslušníci abchazského kriminálního podsvětí, vyburcovala k protivládní akci i obyvatele pohybující se za hranou zákona, kteří obvinili Chadžimbovy strážce pořádku z krytí svých lidí, kteří se měli účastnit přestřelky, a z maření řádného vyšetřování.
Ještě v listopadu se kvůli vyšetřování přestřelky vrátil z Doněcké lidové republiky do Abcházie Achra Avidzba, přezdívaný „Doněcký Lenin“, jenž tam působil jako velitel zahraniční vojenské brigády Batalion Oplot. Achra Avidzba byl bratranec Alchase Avidzby, jednoho ze zastřelených vorů v zakoně, a shromáždil dav kolem tisíce protestujících, mezi nimiž byli jeho sympatizanti a další příbuzní zastřelených vorů v zakoně. Právě tento dav pod vedením Avidzby na začátku prosince vytvořil silný tlak na odvolání ministra vnitra a generálního prokurátora i jejich náměstků.
V den, kdy byli skutečně odvoláni, byl za spáchání několikanásobné vraždy zatčen Dato Achalaja, údajný Chadžimbův agent. V dalších dnech byli vypátraní i jeho spolupachatelé Demur Achalaja a Aslan Blabba. Tyto události naznačily, že Chadžimbova administrativa ve skutečnosti tvrdě potírala kriminalitu, lépe řečeno organizovaný zločin, který se ocitl pod drtivým tlakem. Později, když byly tyto nepokoje dávno ukončené, se ukázalo, že v tom pokračovala i následná Bžanijova administrativa, neboť byl v květnu 2020 dopaden po přestřelce s tajnými policisty Státní bezpečnostní služby v Arasadzychu další podezřelý Beslan Bganba, jenž byl podobně jako předešlí zatčení obviněn ze spiknutí, z nezákonného držení zbraní a z vícenásobné vraždy spáchané v organizované skupině. Na konci května byl dopaden pátý pachatel, Erik Čkadva. Jejich zločiny, které byly navíc rozšířené o obvinění z pašování zbraní, o úmyslné poškození cizí věci a o krádeže automobilů, se dne 30. dubna 2021 dostaly k soudu.

## Průběh nepokojů
Ačkoliv se Nejvyšší soud Abcházie nejprve odmítal Kvicinijovým protestem zabývat, byl později nucen dovést řízení do konce. 9. ledna 2020 bylo zahájeno soudní líčení a Achra Avidzba shromáždil svůj téměř tisícihlavý dav protestujících před budovu Nejvyššího soudu. Avidzba disponoval kromě pověsti válečného „hrdiny“ Donbasu i schopností charismatického řečníka a dokázal strhnout na svou stranu i abchazskou politickou opozici, jež do této doby vyčkávala na verdikt soudu v klidu. Dav protestujících téhož dne vtrhl do sídla prezidenta republiky, vyraboval ho a žádal Chadžimbovu rezignaci. Chadžimba na tento vývoj reagoval prohlášením, že protestující dav uskutečňuje puč. Toho dne také předák abchazské opozice Aslan Bžanija vyzval Abchazské lidové shromáždění, aby též vyzvalo Chadžimbu k rezignaci.
Nejvyšší soud následujícího dne 10. ledna prohlásil výsledky voleb z roku 2019 i příslušné protokoly Ústřední volební komise za neplatné, zrušil své rozhodnutí z 20. září 2019 a nařídil nové volby. Chadžimba vyjádřil s tímto rozhodnutím nesouhlas a hodlal se proti němu odvolat. Oznámil, že když se budou opakované volby skutečně konat, bude znovu kandidovat. Mezitím v ulicích Suchumi vypukly bouře a protestující opět žádali demisi prezidenta, který se začal před rozvášněným davem skrývat.
Tuto politickou krizi pomáhal vyřešit sekretář Bezpečnostní rady Ruska Rašid Nurgalijev tím, že uspořádal přímé jednání mezi Chadžimbou a Aslanem Bžanijou. Následovaly dva náročné dny vyjednávání, kdy se Chadžimba radil i s vedoucími ozbrojených složek, se svými příbuznými, zatímco venku protestující rabovali další vládní budovy. Výsledkem jednání bylo, že Raul Chadžimba ustoupil tlaku opozice, odmítl proti nim využít sílu, a 12. ledna 2020 rezignoval na svůj úřad prezidenta s vysvětlením, že tak činí v zájmu stabilizace situace v zemi a aby se předešlo krveprolití.
Situaci zpovzdálí a trochu stranou zájmu médií ovlivňoval i 67letý poslanec Aleksandr Ankvab, jenž byl v letech 2011 až 2014 prezidentem země a byl odstraněn z funkce podobným způsobem jako nyní Chadžimba, jenž byl tehdy hlavním organizátorem převratu, čili se jeho účast na převratu dala chápat i jako jistý akt pomsty. Ankvab, jenž kvůli věkovému limitu daného Ústavou země sám kandidovat nemohl, podporoval Bžaniju i jeho kandidaturu na prezidenta v mimořádných volbách, konaných tři měsíce poté. Chadžimba v nich nakonec nekandidoval. Ankvab se nakonec stal po inauguraci Bžaniji premiérem země.
Díky oboustranné zdrženlivosti v použití síly k dosažení svých cílů a ústupku Chadžimby nedošlo během těchto nepokojů k žádným obětem na životech.